# Nouvelle Revue d'esthétique
Pour les articles homonymes, voir Esthétique (homonymie).
La Nouvelle Revue d'esthétique est une revue scientifique française de philosophie, dédiée notamment à la philosophie de l'art et d'esthétique. La revue a été fondée par la Société française d'esthétique en 2008.

## Présentation officielle
« La Nouvelle Revue d'esthétique s'inscrit dans la tradition d'une réflexion sur l'art, réflexion ouverte qui privilégie les œuvres et tente de les penser pour ce qu'elles montrent. Réflexion qui a pour objet le domaine de l'art avec tout ce qu'il comprend : aussi bien les œuvres elles-mêmes que le travail qu'engendrent ces œuvres (critique, histoire, théories) sans oublier le travail culturel que l'art exerce au sein de la société. Pour répondre à cet objectif, chaque numéro comporte un dossier thématique, quelques "varia" accueillant des contributions extérieures, et un large spectre de comptes rendus. »